# Maria Paula Gonçalves da Silva
Maria Paula Gonçalves da Silva, conosciuta semplicemente come Paula (Osvaldo Cruz, 11 marzo 1962), è un'ex cestista brasiliana.
È la sorella di Maria Angélica Gonçalves da Silva.

## Carriera
Con il Brasile ha disputato due edizioni dei Giochi olimpici (Barcellona 1992, Atlanta 1996), sei dei Campionati mondiali (1979, 1983, 1986, 1990, 1994, 1998) e tre dei Campionati americani (1989, 1993, 1997).